# Garayala
Garayala – gaun wikas samiti w zachodniej części Nepalu w strefie Rapti w dystrykcie Rukum. Według nepalskiego spisu powszechnego z 2001 roku liczył on 903 gospodarstw domowych i 5334 mieszkańców (2630 kobiet i 2704 mężczyzn).